# Cap Leucate
Koordinaten: 42° 55′ 3″ N, 3° 3′ 37″ O

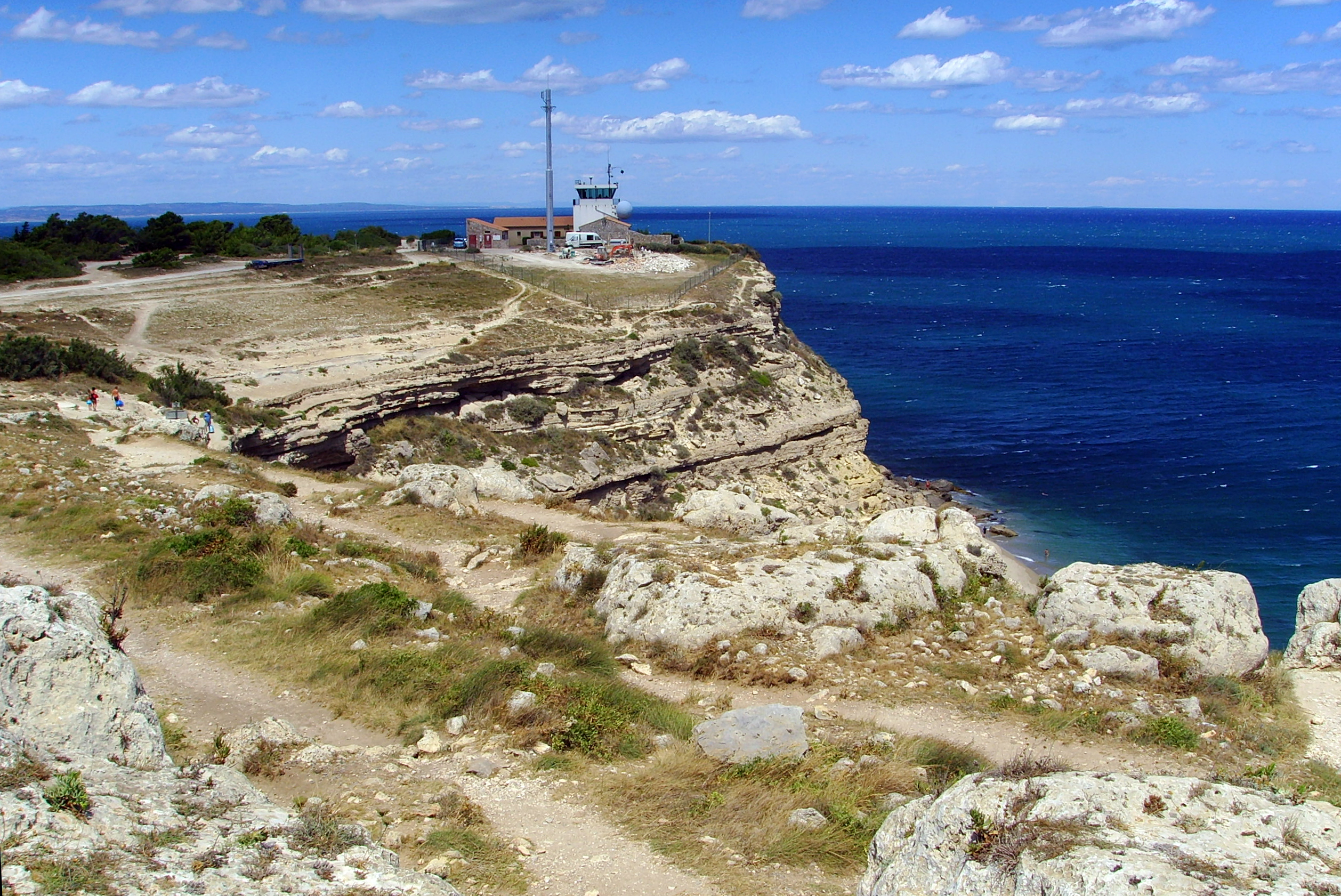
Das Sémaphore du Cap Leucate befindet sich auf dem gleichnamigen Cap Leucate

Blick auf den Leuchtturm (Phare du Cap Leucate)

Cap Leucate ist ein Kap an der französischen Mittelmeerküste. Es befindet sich am Golfe du Lion, am Rande der Gemeinde Leucate im Département Aude.
Das Cap Leucate (franz. Le Cap Leucate) ist ein Toponym für den südöstlichen Abfall der Corbières maritimes ins Mittelmeer. Im engeren Sinn wird damit das Cap Leucate bezeichnet auf dem sich das Sémaphore, eine Seeverkehrsleitzentrale der französischen Marine, genannt „Sémaphore du Cap Leucate“ sowie der Leuchtturm des Cap Leucate befinden. Im weiteren geographischen Verständnis wird als Cap Leucate der gesamte Küstenabschnitt der Halbinsel Leucate zwischen den Ortsteilen La Franqui und Leucate Plage der Gemeinde Leucate bezeichnet.

## Geographisch-biogeographische Besonderheit des Cap Leucate

### Geomorphologie
Das Cap Leucate ist zwischen der Rhônemündung (Camargue) und der Côte Vermeille, die einzige Steilküste im Küstenbereich der Region Okzitanien. Das Cap Leucate wird vor allem von pliozänen lacustren Kalken gebildet, die hier mit einer Mächtigkeit von mehr als 40 Metern anstehen. Diese anstehenden pliozänen Kalke die steil am Cap Leucate (hier im erweiterten landschaftlichen Sinne) ins Mittelmeer abfallen (zirka 40 – 60 m) bilden eine für den Languedoc-Roussillon einzigartige spektakuläre Steilküste.

### Biogeographie

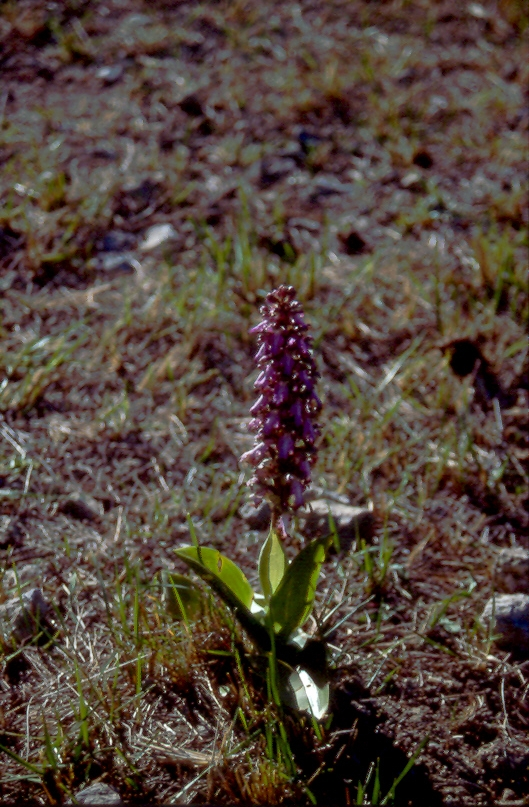
Blühende Barlia robertiana auf dem Cap Leucate

Das Cap Leucate zeichnet sich durch eine besondere biogeographische Wertigkeit aus. Es finden sich dort viele thermomediterrane Pflanzenarten wie beispielsweise Olea oleaster, Pistacia lentiscus die ansonsten im mediterranen Languedoc relativ selten sind, aber am Cap Leucate das Landschaftsbild dominieren und prägen. Weiterhin ist das Cap Leucate bekannt für seinen Orchideenreichtum, von denen schon manche teilweise Anfang Februar blühen. Daneben kann man ab Mitte März zahlreiche Zwergiris-Arten, insbesondere die Sammelart Iris lutescens und deren Unterarten und Narzissen finden. Eine weitere Besonderheit des Cap Leucate ist, dass es das trockenste Gebiet Frankreichs im Süden abgrenzt. Zwischen Port-la-Nouvelle  und dem Cap Leucate fallen im langjährigen Mittel nur 374 mm Niederschlag. Damit zählt das Cap Leucate zu einem der trockensten europäischen Landschaftsräume. Abschließend sei noch darauf verwiesen, dass der hohe Florenreichtum des Cap Leucate sowohl durch den Tourismus (Trittschaden) als auch durch eine zunehmende Verbuschung gefährdet ist.
Teile des Gebietes liegen im Regionalen Naturpark Narbonnaise en Méditerranée.